# Grand Bain (chanson)
Pour les articles homonymes, voir Grand Bain.
Singles de Dadju
Bobo au coeur
(2020) Unité
(2020)
Clip vidéo
[vidéo] « Grand bain », sur YouTube
Grand Bain est une chanson du chanteur français Dadju en featuring avec Ninho extraite de l'album Poison ou Antidote. Elle est sortie en single le 24 juin 2020 sur le label Polydor et a été produit par MKL.

## Classements et certifications

### Classements
| Classement (2017-19)                    | Meilleure position |
| --------------------------------------- | ------------------ |
| Belgique (Flandre Ultratip 100)         | Tip                |
| Belgique (Wallonie Ultratop 50 Singles) | 14                 |
| France (SNEP)                           | 1                  |
| Suisse (Schweizer Hitparade)            | 53                 |

| Classements (2020)           | Position |
| ---------------------------- | -------- |
| Belgique (Wallonie Ultratop) | 83       |
| France (SNEP)                | 11       |

| Classements (2021) | Position |
| ------------------ | -------- |
| France (SNEP)      | 117      |

### Certification
| Région                                                                                                 | Certification | Ventes/Streams |
| --- | ------------- | -------------- |
| France (SNEP)                                                                                          | Diamant       | 50 000 000*    |
| Belgique (BEA)                                                                                         | Or            | 10 000*        |
| *Ventes selon la certification ^Mise en rayon selon la certification xNon précisé par la certification |               |                |